# Phakding
Phakding je malá vesnice ve východním Nepálu v oblasti Khumbu. Leží v údolí řeky Dudh Kosi severně od města Lukla a jižně od vesnice Monjo, v nadmořské výšce 2 610 metrů a je zapsána na Seznamu světového dědictví UNESCO. Phakding je častou zastávkou pro turisty na cestě k Mount Everestu. Hlavní zdroj obživy obyvatel obce je podpora cestovního ruchu. Ves se tak skládá z řady penzionů.